# Diaea carangali
Diaea carangali es una especie de araña cangrejo del género Diaea, familia Thomisidae. Fue descrita científicamente por Barrion & Litsinger en 1995.

## Distribución
Esta especie se encuentra en Filipinas.